# Rino Di Cera
Rino Di Cera (Muzzana del Turgnano, 16 dicembre 1927 – 7 giugno 2000) è stato un cestista italiano.

## Carriera
Nel corso degli anni cinquanta ha militato nel Gira Bologna. Con la Nazionale ha preso parte agli Europei 1953; in maglia azzurra ha collezionato in totale 17 presenze e 50 punti realizzati.